# Avenue Albert (Région de Bruxelles-Capitale)
Pour les articles homonymes, voir Avenue Albert.
L'avenue Albert (en néerlandais : Albertlaan) est une avenue bruxelloise de la commune de Forest et de la commune d'Uccle.

## Situation et accès
L'avenue Albert va de la chaussée d'Alsemberg (square de la Délivrance) à la place Léon Vanderkindere en passant par l'avenue Molière. La numérotation des habitations va de 3 à 293 pour le côté impair et de 2 à 276 pour le côté pair. Seuls les derniers numéros sont situés sur la commune d'Uccle.